# يسود حمعالا
يسود حمعالا (بالعبرية: יסוד המעלה) مستوطنة صهيونية في شمال فلسطين المحتلة. كانت أول مجتمع يهودي حديث في سهل الحولة. أُنشأت في عام 1883، وكان من بين سلسلة من المستوطنات الزراعية التي تأسست خلال العليا الأولى. في عام 2021 كان عدد سكانها 1804 نسمة.

## الجغرافيا
في أواخر القرن التاسع عشر، كان سهل الحولة في الأغلب عبارة عن أرض مستنقعات وبحيرة الحولة الضحلة البالغة مساحتها 15000 فدان (61 كيلومتر مربع). كانت المنطقة أرضًا خصبة لتكاثر البعوض، ونتيجة لذلك أدت المخاوف بشأن الملاريا إلى تقييد المزيد من الاستيطان الصهيوني في المنطقة لمدة خمسين عامًا. مع زيادة تكنولوجيا الصرف واستخدام المبيدات الحشرية في عشرينيات القرن العشرين، أصبح الاستيطان في المنطقة أكثر جدوى.
وبعد حرب العام 1948 وقيام دولة إسرائيل، تم تجفيف المستنقع وتحويله إلى أرض زراعية. وإدراكًا للنظام البيئي الفريد للوادي وأهميته كنقطة توقف للطيور المهاجرة، مارس العلماء ضغوطًا من أجل بقاء جزء صغير من المستنقع كمحمية طبيعية. في عام 1964، تم افتتاح محمية وادي الحولة الطبيعية التي تبلغ مساحتها 800 فدان (3.2 كيلومتر مربع)، وهي الأولى في البلاد.

## التاريخ
بعد صدور قانون الأراضي العثماني في العام 1858 وقانون الطابو في العام 1861 اللذان أكدا على وجوب تسجيل الأرض الخاصة على اسم مستعملها ومالكها. خشي الفلاحون من زيادة عبء الضرائب عليهم إنهم قام تنفيذ بعملية تسجيل أراضيهم، واطلاع السلطات على كل ممتلكاتهم. لذلك تهرب العديد من الفلاحين من التسجيل بالتوجه إلى الملاك الكبار والوجهاء وذلك بطلب موافقتهم على تسجيل أراضي  الفلاحين تحت أسمائهم لكي يتجنبوا دفع الضرائب، مقابل نسبة مئوية معينة من ناتج الأرض لقاء تلك الحماية. وفي عام 1872 اتجهت قبيلة عرب الزبيد البدوية إلى ابن قنصل فرنسا (والقنصل اللاحق) في عكا الحاخام يعقوب عبو ليسجلها باسمه. وهكذا سلمت القبيلة ثلث مساحة أراضيها الواقعة على ضفاف بحيرة الحولة في شمال فلسطين لقاء تلك الحماية الضرائبية.
وأقام هذا القنصل على بعد ذلك عليها مع الأخوين شلومو وشاؤول مزراحي مستعمرة مي مروم. وهكذا وضعت عائلة عبو القادمة سنة الجزائر منذ 1817م الأساس لتجديد الاستيطان اليهودي في الجليل وسهل الحولة. ذكر الضابط اليهودي الإنجليزي ألبرت غولدسمد الذي زار صفد في عام 1883 في مذكراته: "تأسست مستعمرة مي مروم قبل أحد عشر عاما من قبل بعض يهود سفارديم من صفد، قرروا إحياء أنفسهم بالعمل في الأرض، ولهذا الغرض اشتروا 3000 دونم (680 فدانا) وبنوا منازل".
مي ميروم هو الاسم التوراتي لنبع مستوطنة ميروم، وهي مدينة كنعانية في الجليل الأعلى. وبحسب الكتاب المقدس، أثناء غزو الأرض واستيطان الأسباط، كانت ميروم مكان تجمع جيوش ملك حاصور عندما سمع أن يشوع بن نون يستعد لمهاجمته.

### يسود حمعالا
تأسست يسود حمعالا عام 1883 على الضفة الجنوبية الغربية لبحيرة الحولة على يد شركة أنشأها 24 يهوديًا من مجيرتيشي في أوكرانيا ووبرست في روسيا البيضاء، وكانوا أعضاء الحركة الصهيونية التي نشأت في أوروبا الشرقية بعد أعمال البوغروم ضد اليهود. اشترى مبعوثو الحركة من عائلة عبو من يهود صفد نحو 2000 دونم. وكانت من أوائل المستوطنات التي أقامتها عليا الأولى، والمستوطنة الثانية التي أقيمت في الجليل الأعلى بعد روش بينا.
تبرع المسيحي الصهيوني لورنس أوليفانت بمبلغ 1000 روبل لمستوطني يسود حمعالا المؤسسين.
في نهاية عام 1884، كانت تعيش في منزل واحد 12 عائلة يبلغ عدد أفرادها 36 فردًا، وتفصل بينهم فواصل. وعانى المستوطنون من الجوع والملاريا التي انتشرت في المستنقعات. ومع عدم وجود تصاريح بناء في أيديهم، نصب المستوطنون الخيام والملاجئ للعيش. ومع مرور السنين، تضاءلت أيضًا المساعدات المالية من خزائن الشركة في أوروبا، وفشلت محاولات المستوطنين للحصول على دعم مالي آخر ورخص البناء. ساعدهم الحاخام يعقوب عبو بقدر ما يستطيع على الصمود. علاوة على ذلك، وللتعبير عن دعمه المطلق وإيمانه بمستقبل المستعمرة، ربط نفسه بعلاقات عائلية مع أوائل المستوطنين، من خلال تزويج ابنته الوحيدة، مسعودة، للمستوطن الأمريكي إسرائيل مردخاي لوبوفسكي.
وفي عام 1887، حدثت نقطة تحول، عندما استجاب البارون روتشيلد أثناء زيارته لإسرائيل لطلب أهل المستعمرة بوضعها تحت رعايته. وبمساعدة أعوان البارون تم الحصول على تراخيص البناء، وبناءً على توصية المهندس الزراعي النائب عن البارون نسيم بخور الحديف، بدأ بزراعة الورود لصناعة العطور، وزرع أشجار التوت لغزل الحرير.
سجل التعداد السكاني الذي أجرته سلطات الانتداب البريطاني عام 1922، أن عدد السكان بلغ 142 يهوديًا.[4] مع تفعيل ناقل المياه الوطني في عام 1964، رافقت الجهود السورية لتعطيل أنماط الصرف في بحيرة طبريا هجمات ضد أنشطة الزراعة وصيد الأسماك الإسرائيلية في المنطقة. بعد ثلاث سنوات، تم صد القوات السورية من يسود همعلة مع الاستيلاء على مرتفعات الجولان خلال حرب 1967.
في 22 يوليو 2006، ضربت سلسلة من هجمات الكاتيوشا التي شنها حزب الله على مستوطنات في وادي الحولة أثناء حرب لبنان عام 2006. وفي يسود حمعالا، أصيب شخص بجروح طفيفة بشظايا صاروخ. وقبلها لم يشهد المجتمع أي هجمات معادية منذ حرب الأيام الستة عام 1967. وفي 29 يوليو/تموز، أصابت ثلاثة صواريخ يسود حمعالا، مما أدى إلى إصابة امرأة بجروح طفيفة وإلحاق أضرار بالممتلكات.